# Villas Campestre
Villas Campestre är en ort i Mexiko.   Den ligger i kommunen Tecate och delstaten Baja California, i den nordvästra delen av landet, 2 300 km nordväst om huvudstaden Mexico City. Villas Campestre ligger 703 meter över havet och antalet invånare är 168.
Terrängen runt Villas Campestre är huvudsakligen kuperad, men den allra närmaste omgivningen är platt. Runt Villas Campestre är det ganska glesbefolkat, med 22 invånare per kvadratkilometer. Närmaste större samhälle är Tecate, 8,4 km nordväst om Villas Campestre. Omgivningarna runt Villas Campestre är i huvudsak ett öppet busklandskap.